# 悉宜銀廠
悉宜銀廠是明清時期位於雲南省順寧府耿馬司轄境內的一座銀廠，就近由耿馬土司管理。:220
雲南省銀礦產業在元明兩代已蓬勃發展，並且吸引大量外省人口遷入:237，清代的幾大銀廠多半在明已有開採。:89悉宜廠經清廷授權收取礦稅始於乾隆四十八年（1783年）。:80悉宜廠的開採規模、集丁人數，舊有的記載並不清楚，但可得知辦廠者與受雇者有雲南人與湖廣人，有回民也有漢人。:23嘉慶五年（1800年）發生的回漢械鬥，被認為是1856年發生雲南回變的遠因之一。
嘉慶十七年（1812年），清廷關閉悉宜廠舊硐，停止向耿馬司收繳礦課。:73悉宜銀廠最終關閉時間未明，咸豐四年（1854年）仍有礦課記載